# Isotta Fraschini
Isotta Fraschini – włoski producent maszyn i silników, najbardziej znany z produkowanych w latach 20. i 30. luksusowych samochodów osobowych.
Została założona w Mediolanie przez spółkę Cesarego Isotta oraz braci Vincenzo Fraschini, Oreste Fraschini i Antonio Fraschini. Początkowo zajmowano się montażem i zbytem samochodów Renault. W 1903 zbudowano pierwszy własny samochód. Dwa lata później zaczęto wytwarzać sportowy Tipo D z silnikiem o dużej pojemności 17 litrów. Model wziął udział w wyścigu Targa Florio na Sycylii.
W 1907 na krótko zainteresowano się francuskimi pojazdami wysokiej klasy Lorraine-Dietrich. Ostatecznie ten francuski producent wytwarzał dla Isotty karoserie. Kontynuowano budowę pojazdów wyścigowych oraz sportowych z 4-cylindrowymi silnikami. W 1908 Vincenzo Trucco zwyciężył wyścigi Targa Florio.
W czasie I wojny światowej montowano samoloty. Po wojnie rozpoczęto produkcję luksusowych modeli, które wysławiły markę w świecie motoryzacji. Jej auta stawiano na równi z samochodami Rolls-Royce oraz Hispano-Suiza. Były kupowane przez sławy światowego kina, np. Rudolfa Valentino, czy Gretę Garbo. Jeden z egzemplarzy zbudowano specjalnie na potrzeby Watykanu. Współpracowano z renomowaną firmą karoseryjną Carrozzeria Castagna.
W 1919 powstał 8-cylindrowy model Tipo 8. Jego następcą był Tipo 8A wytwarzany do 1924. W 1926 ukazała się sportowa wersja 8A Super Spinto. W 1931 wypuszczono na rynek model Tipo 8B. Wskutek wielkiego kryzysu firma zaprzestała wytwarzać samochody osobowe. Skupiono się na produkcji ciężarówek, a potem pracowano dla włoskiej armii. Od czasu do czasu podejmowano próby powrócenia do wytwarzania samochodów luksusowych pod tą marką.

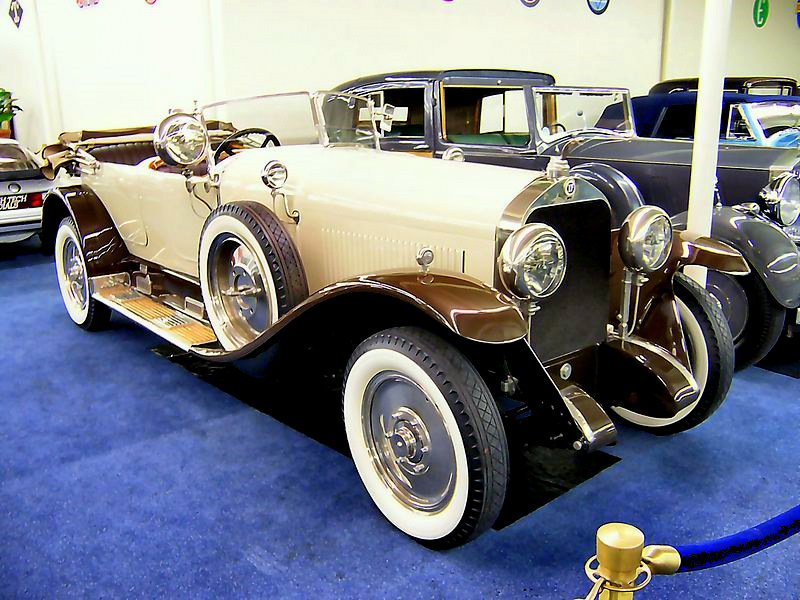
Isotta Fraschini Tipo 8 Phaeton
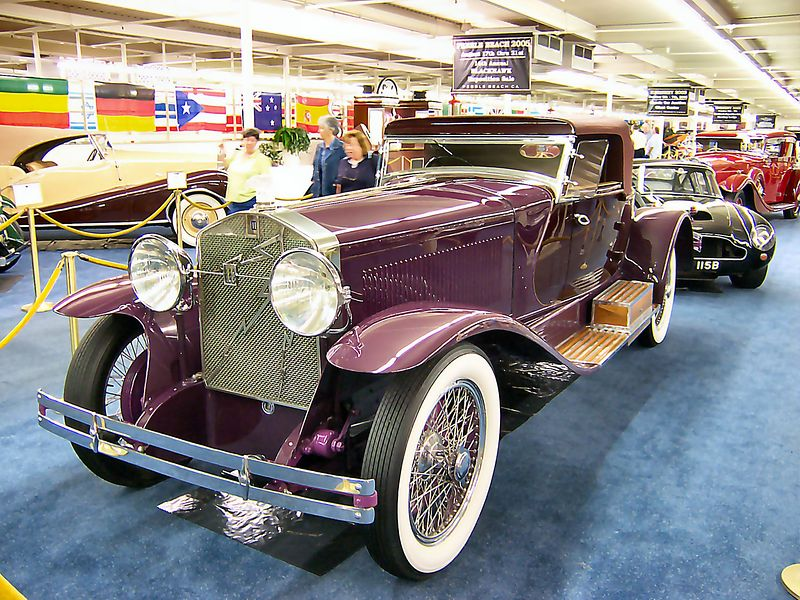
Isotta Fraschini Tipo 8A S Boattail-Roadster
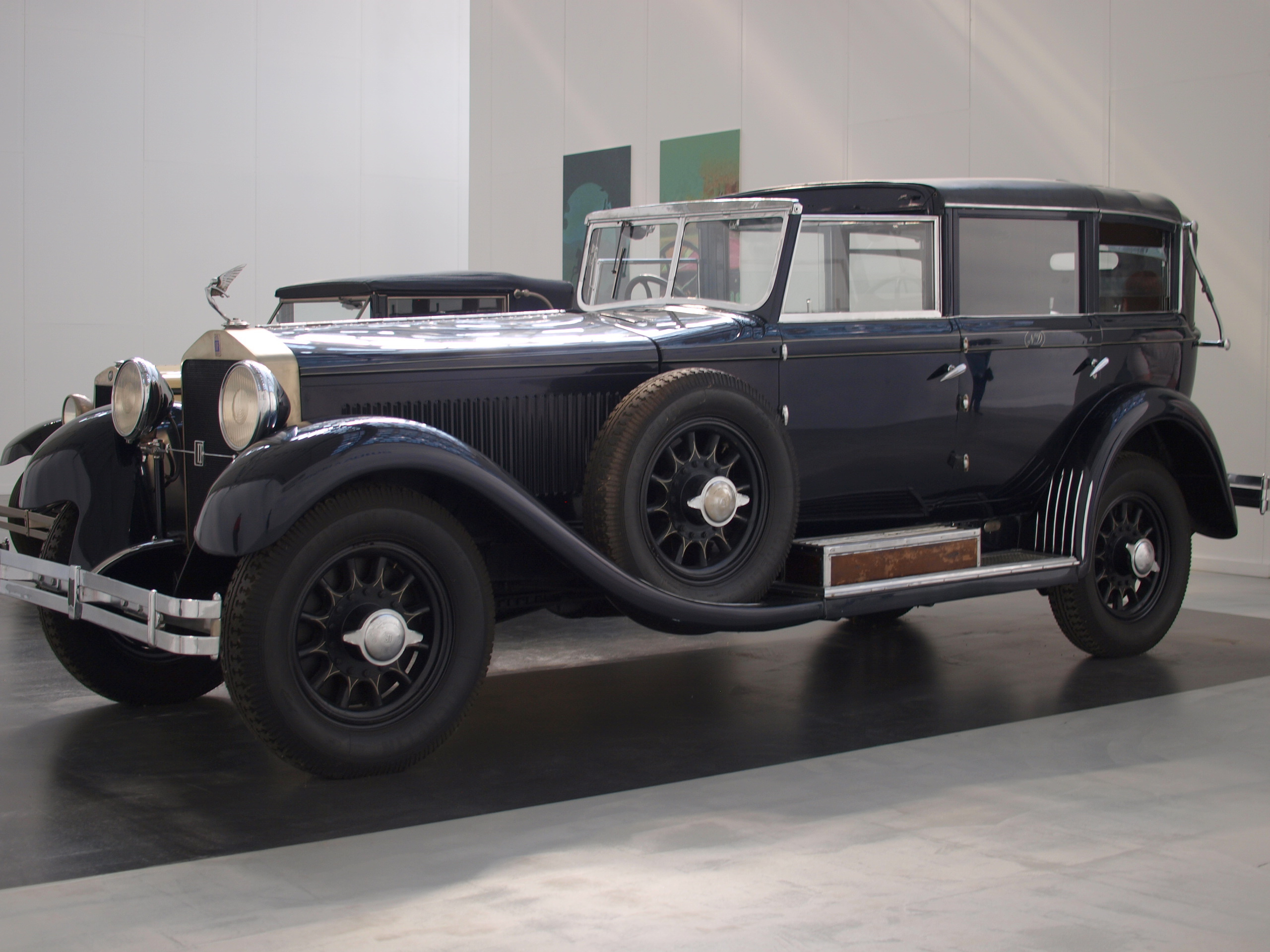
Isotta Fraschini Tipo 8B